# Сату Маре
Сату Маре (рум.  — „Велико Село”, мађ. Szatmárnémeti) град је у Румунији. Налази се на крајњем северозападу земље, у румунском делу историјске покрајине Марамуреш. Сату Маре је управно средиште истоимене жупаније Сату Маре.
Сату Маре се простире се на 148,85 km² и према подацима из 2021. године у граду је живело 91.520 становника.

## Географија
Сату Маре је један од пограничних градова Румуније. Заједно са оближњим Баја Мареом представља средиште области Марамуреш.
Град се развио на месту где река Самош излази из побрђа Карпата на истоку и улази у равницу Паноније на западу. Западно од града пружају се плодна поља, а источно воћњаци, виногради и шуме.

## Историја
Аустријски цар Леополд I је дао 1. јула 1667. године, привилегије Србима и Грцима трговцима староседеоцима у Сатмару.

## Становништво
| 1948.  | 1956.  | 1966.  | 1977.   | 1992.   | 2002.   | 2011.   | 2021.  |
| ------ | ------ | ------ | ------- | ------- | ------- | ------- | ------ |
| 46.519 | 52.096 | 68.246 | 103.544 | 131.987 | 115.142 | 102.411 | 91.520 |

Према попису из 2021. на територији града Сату Маре живело је 91.520 становника што је мање за 10.891 (-10,63%) у односу на претходни попис из 2011. на ком је било 102.411 становника.
Сату Маре је током целог историјског развоја био вишенационално насеље, што је очувао до данас. Према последњем попису становништва из 2021. године, већинско становништво чинили су Румуни (52,44%), а значајан удео у укупном становништву чине и Мађари (30,76%).
| Етнички састав према попису из 2021.‍ | Етнички састав према попису из 2021.‍ | Етнички састав према попису из 2021.‍ | Етнички састав према попису из 2021.‍ | Етнички састав према попису из 2021.‍ |
| ------------------------------------ | ------------------------------------ | ------------------------------------ | ------------------------------------ | ------------------------------------ |
|                                      |                                      |                                      |                                      |                                      |
| Румуни                               | Румуни                               |                                      | 47.995                               | 52,44%                               |
| Мађари                               | Мађари                               |                                      | 28.152                               | 30,76%                               |
| Немци                                | Немци                                |                                      | 820                                  | 0,90%                                |
| Роми                                 | Роми                                 |                                      | 370                                  | 0,40%                                |
| Украјинци                            | Украјинци                            |                                      | 94                                   | 0,10%                                |
| Јевреји                              | Јевреји                              |                                      | 57                                   | 0,06%                                |
| Остали                               | Остали                               |                                      | 87                                   | 0,10%                                |
| Непознато                            | Непознато                            |                                      | 13.945                               | 15,24%                               |

Територија града Сату Маре обухвата, поред самог насеља Сату Маре, и насеље Сатмарел.

## Партнерски градови
- Волфенбител
- Швац
- Њиређхаза
- Зутфен
- Жешов
- Берегове
- Ужгород